# Walter Minnick

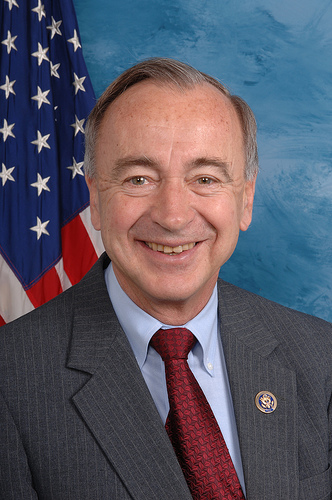
Walt Minnick

Clifford Walter Minnick mais conhecido como Walt Minnick (nascido em 20 de setembro de 1942) é um político norte-americano com base eleitoral no Idaho, foi entre 3 de janeiro de 2009 a 3 de janeiro de 2011 membro da Câmara dos Representantes dos Estados Unidos. 
O distrito que foi representado por Minnick está localizado na parte oeste do estado, e inclui as aproximadades de Boise e seus subúrbios, bem como cidades do Meridian e Nampa, também inclui as cidades de Lewiston, Moscow e Coeur d'Alene.
Minnick foi derrotado por Raul Labrador na eleição de novembro de 2010.

## Biografia
Minnick nasceu em Walla Walla, no estado de Washington, e cresceu em uma fazenda. Tem o diploma de bacharel da Whitman College. Após graduar-se com um MBA em 1966, ele entrou em Harvard Law School e formou-se em 1969.
Minnick serviu como um assistente pessoal do presidente Richard Nixon na Casa Branca entre 1971 a 1972 e como assistente de vice-diretoria de Administração e Orçamento 1972 a 1973. Minnick demitiu-se da administração em outubro de 1973 em protesto contra o caso Watergate, no qual Nixon demitiu o procurador-geral Elliot Richardson, o procurador Archibald Cox, entre outros. 